# Katalin Mezey
Katalin Mezey, född 30 maj 1943 i Budapest, är en ungersk författare, poet, översättare, lärare och journalist. Hennes bror är fysikern Ferenc Mesei.

## Biografi
Katalin Mezey läste på universitet mellan 1961 och 1967. Hon inledde 1963 studier i litteratur. Åren 1964–67 arbetade hon lärare i Tatabánya, varefter hon verkade två år som kulturarbetare och från 1970 som journalist. Några år senare kom hon även att bli aktiv inom fackförbundsrörelsen, och 1987 var hon med och grundade det ungerska författarförbundet.
1970 publicerades Meyes första egna bok, diktsamlingen Amíg a buszra várunk. 1960–68. Året innan var hon en av de nio poeterna som presenterades i antologin Elérhetetlen föld című ('Inte av denna världen').
Senare har Mezey arbetat med dikter, romaner och ungdomsböcker. Hon har även lett ett stort antal litteraturprojekt, bland annat inom skolvärlden.
Katalin Mezey är gift med författaren János Oláh. Paret har tre barn. 2015 mottog hon Kossuthpriset.